# بخش شارون (شهرستان فرانکلین، اوهایو)
بخش شارون (به انگلیسی: Sharon Township) یک منطقهٔ مسکونی در ایالات متحده آمریکا است که در شهرستان فرانکلین، اوهایو واقع شده‌است.
 بخش شارون ۲۳٫۲ کیلومتر مربع مساحت و ۱۵٬۹۶۹ نفر جمعیت دارد و ۲۵۸ متر بالاتر از سطح دریا واقع شده‌است.